# دایبوو
دایبوو (به لاتین: Daybovo) یک منطقهٔ مسکونی در روسیه است که در جمهوری آلتای واقع شده‌است.